# Еатіс 11
Еатіс 11 (англ. Ehatis 11) — індіанська резервація в Канаді, у провінції Британська Колумбія, у межах регіонального округу Страткона.

## Населення
За даними перепису 2016 року, індіанська резервація нараховувала 88 осіб, показавши зростання на 25,7%, порівняно з 2011-м роком. Середня густина населення становила 380,8 осіб/км².
З офіційних мов обидвома одночасно не володів жоден з жителів, тільки англійською — 85. Усього 5 осіб вважали рідною мовою не одну з офіційних, з них усі — одну з корінних мов.
Працездатне населення становило 63,6% усього населення, рівень безробіття — 28,6%.

## Клімат
Середня річна температура становить 8,4°C, середня максимальна – 18,1°C, а середня мінімальна – -1,5°C. Середня річна кількість опадів – 3 450 мм.
| Клімат поселення                              | Клімат поселення | Клімат поселення | Клімат поселення | Клімат поселення | Клімат поселення | Клімат поселення | Клімат поселення | Клімат поселення | Клімат поселення | Клімат поселення | Клімат поселення | Клімат поселення | Клімат поселення |
| Показник                                      | Січ.             | Лют.             | Бер.             | Квіт.            | Трав.            | Черв.            | Лип.             | Серп.            | Вер.             | Жовт.            | Лист.            | Груд.            |                  |
| Середній максимум, °C                         | 7,29             | 8,30             | 9,18             | 11,21            | 13,77            | 16,29            | 17,58            | 18,06            | 15,67            | 11,70            | 7,58             | 5,42             |                  |
| Середня температура, °C                       | 2,89             | 3,89             | 4,79             | 6,81             | 9,38             | 11,92            | 15,01            | 15,50            | 13,11            | 9,14             | 5,01             | 2,86             |                  |
| Середній мінімум, °C                          | −1,5             | −0,52            | 0,38             | 2,41             | 4,97             | 7,51             | 12,44            | 12,94            | 10,56            | 6,58             | 2,45             | 0,29             |                  |
| Норма опадів, мм                              | 494              | 308              | 305              | 238              | 158              | 128              | 80               | 119              | 153              | 413              | 564              | 490              |                  |
| Середньомісячна швидкість вітру, м/с          | 5.20             | 4.85             | 4.45             | 4.23             | 3.90             | 3.72             | 3.53             | 3.30             | 3.41             | 4.20             | 5.00             | 5.09             |                  |
| Середньомісячна сонячна радіація, кДж/м²·день | 2911             | 5568             | 9316             | 13816            | 17774            | 18908            | 19524            | 16680            | 12141            | 6580             | 3291             | 2257             |                  |
| --------------------------------------------- | ---------------- | ---------------- | ---------------- | ---------------- | ---------------- | ---------------- | ---------------- | ---------------- | ---------------- | ---------------- | ---------------- | ---------------- | ---------------- |
| Джерело:                                      |                  |                  |                  |                  |                  |                  |                  |                  |                  |                  |                  |                  |                  |